# Departement der Fulda
Das Departement der Fulda (frz. Département de la Fulde, kurz Fulda-Departement oder Fuldadepartement) war von 1807 bis 1813 ein Département des Königreichs Westphalen. Präfektur des Departements und gleichzeitig die Residenzstadt des Königreichs war Cassel.

## Lage
Das Departement lag im Westen des Königreichs Westphalen. Kleine Exklaven waren Bodenwerder und Lügde, die nahe dem Kerngebiet weserabwärts bzw. im Lippischen lagen. Eine kleine lippische Exklave im Departement (Distrikt Höxter) war Grevenhagen.
Das Departement lag in der heute als südliches Ostwestfalen bezeichneten Region (dem Gebiet des ehemaligen Hochstifts Paderborn), sowie im heutigen Nordhessen und ab 1811 auch im südlichen Ravensberger Land. In seiner größten Ausdehnung umfasste es im Wesentlichen die heutigen nordrhein-westfälischen Kreise Herford, Gütersloh, Paderborn, Höxter sowie die kreisfreie Stadt Bielefeld. Weiterhin hatte es kleineren Anteil am heutigen Gebiet der niedersächsischen Landkreise Holzminden und Göttingen. Der südliche Teil, im heutigen Nordhessen, bestand aus dem größeren Teil des heutigen hessischen Landkreises Kassel und kleineren Teilen des Schwalm-Eder-Kreises und des Landkreises Waldeck-Frankenberg (ohne das damalige Fürstentum Waldeck).
Das Departement grenzte zunächst (ab 1807) im Norden an das westphälische Departement der Weser und an das Fürstentum Lippe, im Osten an das westphälische Departement der Leine, im Süden an das westphälische Departement der Werra, im Südwesten an das Fürstentum Waldeck, im Osten an das Großherzogtum Hessen und im Nordwesten an das Großherzogtum Berg. Im Norden grenzte es ab 1811, nach der Umgliederung des Rheinbunds, außerdem an das hanseatische Ober-Ems-Departement, das ein Teil des Kaiserreichs Frankreich war, dafür nicht mehr an das Departement der Weser, sowie im Nordosten an das westphälische Departement der Leine. Die Exklave Lügde grenzte im Westen an das Fürstentum Lippe, im Osten an die Grafschaft Pyrmont, die zum Fürstentums Waldeck gehörte und im Osten an die westphälische Exklave Bodenwerder grenzte. Beide Exklaven, Lügde und Bodenwerder, waren im Übrigen umgeben von Kurhannover und als dieses dann 1811 dem Königreich Westphalen einverleibt wurde, vom Departement der Leine.
Größte Städte waren Cassel, Bielefeld (ab 1811), Paderborn und Herford (ab 1811). Im Osten des Gebiets durchfloss die Weser das Departement von Süden nach Norden und bildete auf weiten Strecken die Grenze zum Departement der Leine. Die namensgebende Fulda durchfloss den Distrikt Cassel im Süden des Departements. Weitere große Flüsse waren: die Werre, die Aa (letztere beiden Grenzflüsse zu Frankreich ab 1811 und erst ab 1811 Teil des Departments), die Ems, die Lippe, die Alme, die Nethe, die Diemel und die Eder. Das Department war geprägt von den Mittelgebirgen. Es hatte Anteil am Oberen und Unteren Weserbergland (insbesondere Eggegebirge, ab 1811 auch Teutoburger Wald) sowie dem Hessischen Bergland (insbesondere Reinhardswald, Kaufunger Wald, Kellerwald, Meißner und Habichtswald).

## Geschichte
Nach Errichtung des de facto unter französischer Herrschaft stehenden Königreichs Westphalen wurde sein Territorium in mehrere Departements eingeteilt, darunter auch das Departement der Fulda (im Gründungsdekret Departement der Fulde genannt), das neben dem Departement der Weser das einzige Departement war, das nach heutiger und damaliger Definition wirklich westfälische Gebiete umfasste. Es wurde gebildet aus:
- ehemaliges Hochstift Paderborn: dieses Gebiet war 1802 an Preußen gefallen und formal aufgehoben;
- ehemaliges Fürstbistum Corvey: dieses winzige Gebiet war bereits 1803 nach kurzem Bestand als säkularisiertes Territorium aufgehoben worden und fiel an Oranien-Nassau;
- Grafschaft Kaunitz-Rietberg;
- Amt Reckenberg: bis 1802 gehörte das Amt zum Hochstift Osnabrück ab 1802 zu Kurhannover, ab 1806 zum Königreich Preußen;
- Teile des Amtes Münden: zu Kurhannover gehörend;
- Teile „Niederhessens“: im Wesentlichen das Kurfürstentum Hessen.

An Bewohnern umfasste das Gebiet Stand Dezember 1807 334.965 Einwohner.
Bis auf kleinere Ausnahmen orientierte sich die Distrikteinteilung in etwa an den alten Territorien wieder:
- Der Distrikt Kassel bestand vor allem aus den nordhessischen Gebieten zuzüglich dem Amt Münden.
- Der Distrikt Paderborn entsprach in etwa dem Unterwaldischen Distrikt des Hochstifts Paderborn zuzüglich der kleineren Territorien Reckenberg und Rietberg.
- Der Distrikt Höxter entsprach im Wesentlichen dem Oberwaldischen Distrikt des Hochstifts Paderborn zuzüglich Corvey.

Als der territoriale Zuschnitt des Königreichs ab 1811 verändert wurde, fielen Teile des Departements der Weser – nämlich die Gebiete westlich der Weser und südlich der Werre, des Johannisbachs und des Schwarzbachs – als Distrikt Bielefeld mit Wirkung zum 1. Januar 1811 an das Departement der Fulda. Die Gebiete jenseits dieser Flüsse bildeten mehrheitlich den Südostteil des neuen und direkt zum Kaiserreich Frankreich gehörenden Departements der Oberen Ems. Die Gebiete jenseits der Weser (Distrikt Rinteln zuzüglich Kantone Windheim und Hausberge) bildeten den Nordwestteil des Departements der Leine. Die Städte Herford und Bielefeld wurden im Zuge dieser Umgliederung also Teil des Departements der Fulda. Diese Gebiete gehörten historisch zu den preußischen Territorien Ravensberg (größtenteils) und Minden (kleinere Teile).
1813 wurde das Königreich Westphalen zerschlagen und fiel nach kurzen Übergangslösungen (z. B. Zivilgouvernement zwischen Weser und Rhein) an die restaurierten Territorien zurück. Im Wesentlichen wurde das Departement folgendermaßen aufgeteilt:
- Preußen erhielt die ehemaligen Territorien Paderborn, Reckenberg, Corvey und Rietberg und fasste diese ab 1816 im Regierungsbezirk Minden zusammen.
- Kurhannover wurde zum Königreich und erhielt Münden und die Exklave um Bodenwerder zurück.
- Hessen-Kassel erhielt den Großteil des Kantons Cassel zurück.

## Gliederung
| Distrikt                  | Einwohner (Dez. 1807) | Kantone |
| ------------------------- | --------------------- | --- |
| Cassel                    | 122.992               | Kassel1, Felsberg, Fritzlar, Gensungen, Grebenstein, Gudensberg, Hofgeismar, Hoof, Karlshafen, Kaufungen, Körle, Melsungen, Münden, Naumburg, Niedenstein, Niedermeiser, Ober-Vellmar, Veckerhagen, Volkmarsen, Wabern, Waldau, Wolfhagen, Zierenberg, Zwehren |
| Höxter                    | 65.793                | Albaxen, Beverungen, Bodenwerder, Borgentreich, Brakel, Driburg, Dringenberg, Gehrden, Höxter, Lügde, Nieheim, Peckelsheim, Rösebeck, Steinheim, Trendelburg, Vörden, Warburg                                                                                  |
| Paderborn                 | 65.810                | Atteln, Büren, Delbrück, Kirchborchen, Lichtenau, Lippspringe, Neuenkirchen, Neuhaus, Paderborn, Ringboke, Rietberg, Salzkotten, Wiedenbrück, Wünnenberg |
| ab 1811                   |                       | |
| Bielefeld (31. Dez. 1810) | 47.733                | Bielefeld, Brackwede, Brockhagen, Heepen, Herford, Schildesche, Vlotho |

Gliederung ab 1811

1am 16. März 1808 in die Kantone Oberstadt und Unterstadt geteilt

## Präfektur

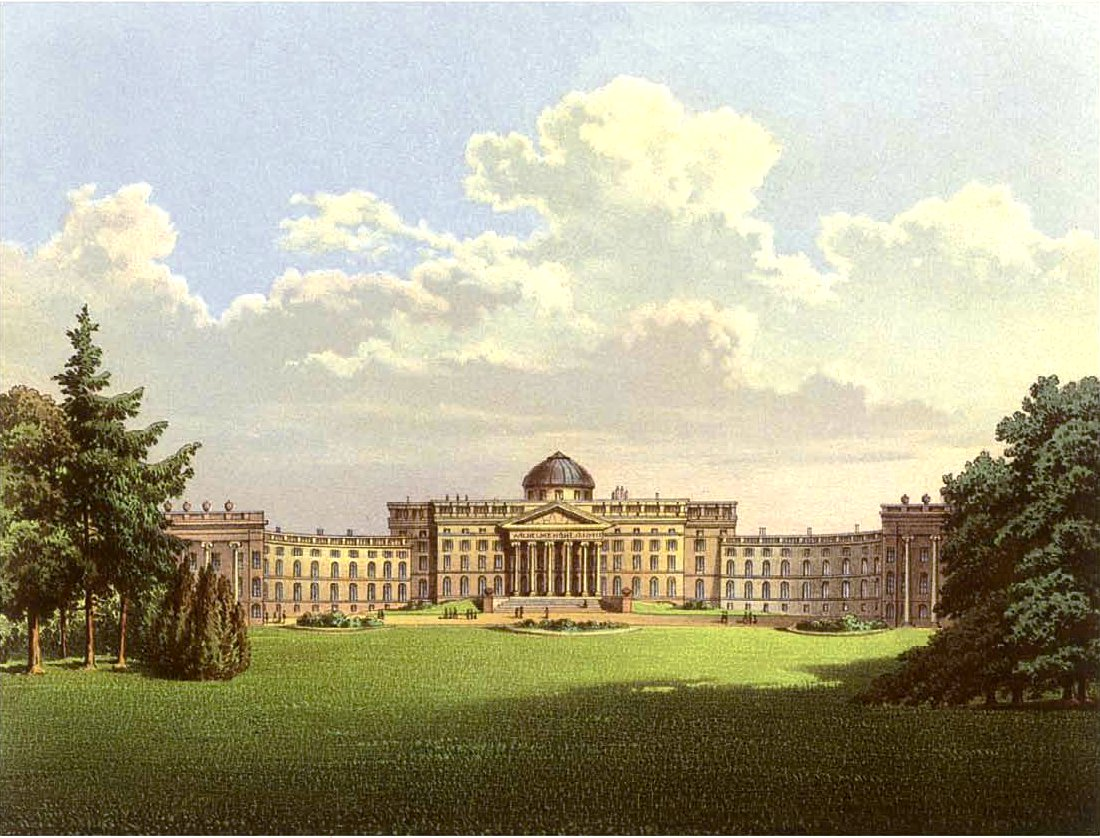
Sitz der Präfektur des Fuldadepartement, das Kasseler Schloss im Park Wilhelmshöhe (Mitte des 19. Jahrhunderts)

Das Departement der Fulda mit Sitz in Cassel unterstand dem Grafen A. von Hardenberg (um 1808), ab 1810 (Almanach) Rittmeister Georg Johann Gerhard August von Rheimann mit seinem Sekretär Baron de Stralenheim (Mitglied in Etatausschuss), ab 1811 Sekretär von Nordenflycht, ab 1813 Präfekt Friedrich Freiherr von Reineck, ab Mai 1813 Joseph Marie Piautaz.
Mitglieder der Ratsversammlung waren die Herren Rittmeister von Manger, Hass, Murhard und Wittich.
Dem Verwaltungsrat des Unterbezirks Cassel gehörten 1810 die Herren von Buttlar (Präsident), Bernstein, Büchling, Fabra, Flachsbar, Gottsched, Gerhard, Gundelach und Harnier an.
1811 Beermann (Präsident), Rinteln (Sekretär), ab 1813 die Herren Bachmann, Rittmeister Baehr, Bauermeister, Becker, von Borch, Brenken, Götz, Habicht, von Hartmann, Henrici, Klingender, Ludwig, Rüde, Ruhl, von Sieghardt, von Spiegel, Vach und Wahnschaffe.
Weiter Unterpräfekten gab es in
- Höxter: Präfekt Baron de Metternich mit seinem Sekretär Wedemeyer
- Paderborn: Präfekt von Elverfeld mit seinem Sekretär Kuhfuss, ab 1811 Brandelis
- (1811) Bielefeld: Präfekt von Bermuth mit seinem Sekretär Schröder